# Statut d'autonomie des îles Baléares de 2007
Pour les articles homonymes, voir Statut d'autonomie des îles Baléares.
Lire en ligne

noticias.juridicas.com

Statut de 1983
La loi organique 1/2007, du 28 février, portant réforme du statut d'autonomie des îles Baléares (en espagnol : Ley Orgánica 1/2007, de 28 de febrero, de reforma del Estatuto de Autonomía de las Illes Balears, en catalan : Llei orgànica 1/2007, de 28 de febrer, de reforma de l’Estatut d’autonomia de les Illes Balears), plus couramment appelée statut d'autonomie des îles Baléares (en espagnol : Estatuto de Autonomía de las Illes Balears, en catalan : Estatut d’autonomia de les Illes Balears) constitue le statut d'autonomie de la communauté autonome espagnole des îles Baléares.
Elle est entrée en vigueur le 1er mars 2007.

## Cadre
La Constitution du royaume d'Espagne du 27 décembre 1978 reconnaît « et garantit le droit à l'autonomie des nationalités et des régions qui la composent ».
Dans son article 143, elle dispose que « Dans l'exercice du droit à l'autonomie reconnu à l'article 2 [...], les provinces constituant une entité régionale historique pourront accéder à l'autogouvernement et se constituer en communautés autonomes conformément aux dispositions [...] de leurs statuts respectifs. ». L'article 147 précise que « les statuts sont la norme institutionnelle fondamentale de chaque communauté autonome et l'État les reconnaît et les protège comme partie intégrante de son ordre juridique. ».

## Historique

### Élaboration
Le 24 novembre 2004, les autorités des îles Baléares forment une commission consultative de juristes, politistes et économistes afin de travailler sur une réforme du statut. Moins d'un mois plus tard, la commission des Affaires institutionnelles du Parlement de l'archipel crée un groupe de travail (en espagnol : Ponencia) sur ce sujet.
Au cours de l'année 2005, les différents groupes parlementaires décident d'un commun accord de suspendre leurs séances de travail, actant leur désaccord quant à la question de la représentation parlementaire des différentes îles. Finalement le 12 décembre, ils choisissent de reprendre leurs réunions après avoir conclu un accord sur le sujet qui les divisait : la représentation des îles reste du ressort de la loi électorale autonomique mais toute modification requerra une majorité qualifiée. Le 13 juin 2006, le projet de réforme est approuvé en séance plénière par 87 % des suffrages exprimés. Il est remis au Congrès six jours après.

### Adoption
Lors de la séance du 12 septembre suivant, le projet est pris en considération par 307 voix pour et six abstentions.
Le rapport de la commission constitutionnelle est approuvé le 13 décembre. Huit jours après, le Congrès adopte la réforme par 295 voix pour, une voix contre et 13 abstentions. Le 21 février 2007, le Sénat adopte le projet de loi sans modification par 224 voix pour et sept abstentions.
Outre une réécriture totale du texte qui croît d'environ 40 articles, le nouveau statut de 2007 apporte comme modification substantielle la définition de l'archipel comme « nationalité historique », la possibilité de créer une police autonomique et l'institution d'un conseil insulaire spécifique pour Formentera.

## Contenu
Le statut d'autonomie est organisé ainsi : 
| Partie                      | Titre                                                                  | Articles           | Contenu |
| --------------------------- | ---------------------------------------------------------------------- | ------------------ | --- |
| Préambule                   | Préambule                                                              | Préambule          | Histoire de l'autonomie des îles Baléares et principes politiques généraux                                                      |
| Titre I                     | Dispositions générales                                                 | 1-12               | Territoire, langues officielles, symboles, organisation territoriale, citoyenneté                                               |
| Titre II                    | Des droits, des devoirs et des libertés des citoyens des îles Baléares | 13-29              | Libertés et droits fondamentaux, égalité de traitement, devoirs                                                                 |
| Titre III                   | Des compétences de la communauté autonome des îles Baléares            | 29-38              | Compétences exclusives, encadrées, d'exécution, exécutives, police autonomique, enseignement                                    |
| Titre IV                    | Des institutions de la communauté autonome des îles Baléares           | 29-87              | Institutions de gouvernement décentralisé, élaboration de la loi, conseils insulaires, administration publique                  |
| Titre V                     | Moyens de communication sociale                                        | 88-92              | Médias publics autonomiques |
| Titre VI                    | Le pouvoir judiciaire dans les îles Baléares                           | 93-100             | Tribunal supérieur de justice, conseil de justice, administration judiciaire                                                    |
| Titre VII                   | Les relations institutionnelles                                        | 100-119            | Action extérieure, relations avec l'Union européenne ; avec l'État ; avec les autres communautés autonomes                      |
| Titre VIII                  | Financement et finances publiques                                      | 120-138            | Relations budgétaires avec l'État, patrimoine public, ressources propres, endettement, Agence fiscale, budget, finances locales |
| Titre IX                    | De la réforme du statut                                                | 139                | Procédure de révision des dispositions du statut d'autonomie                                                                    |
| Dispositions additionnelles | Dispositions additionnelles                                            | 1re à 6e           | Patrimoine historique et linguistique, impôts cédés, particularité insulaire                                                    |
| Dispositions transitoires   | Dispositions transitoires                                              | 1re à 11e          | Transition juridique, transfert des compétences, investissements de l'État, conseil insulaire de Formentera                     |
| Disposition finale          | Disposition finale                                                     | Disposition finale | Entrée en vigueur |